# Conwy Suspension Bridge
Die Conwy Suspension Bridge in Conwy an der Nordküste von Wales (Großbritannien) ist eine der ältesten noch existierenden Kettenbrücken.

## Geschichte
Nach der Vereinigung von Irland mit dem Königreich Großbritannien durch den Act of Union 1800 wuchs der Handel zwischen den beiden Ländern rapide an. Thomas Telford wurde beauftragt, die Straße von London über Bangor sowie die Menai-Brücke zur Insel Anglesey und die weiterführende Straße zu dem dortigen Hauptverbindungshafen Holyhead zu bauen. Kurz danach erhielt Telford außerdem den  Auftrag, die Straße von Chester über Conwy nach Bangor anzulegen und dabei eine Brücke über den Fluss Conwy zu bauen. Der gezeitenabhängige Fluss konnte bis dahin nur mit einer Fähre überquert werden.
Die Conwy Suspension Bridge wurde in den Jahren 1822 bis 1826 an einer vom Conwy Castle beherrschten Engstelle des Flusses zwischen der Burg und einem weit in den Fluss ragenden flachen Felsrücken gebaut. Die über die Brücke führende Straße läuft direkt auf die Burg zu und biegt erst unterhalb der Burgmauer in Richtung des Ortes ab. Die Kettenbrücke steht heute zwischen Robert Stephensons 1849 eröffneter Conwy Railway Bridge und einer Betonbrücke von 1958, die den gestiegenen Verkehr übernahm.
Zwischen der Kettenbrücke und den Hohlkastenträgern der Eisenbahnbrücke stand zeitweise noch eine schmale Hängebrücke für Fußgänger, die nur noch auf alten Ansichten erkennbar ist.

## Beschreibung
Die Conway Suspension Bridge ist insgesamt rund 170 m lang. Ihre Ketten sind am östlichen Ende im Felsboden verankert, am westlichen Ende aber innerhalb der Burg, wofür ein Teil der Burgmauer abgerissen werden musste. Ihre Pylone bestehen jeweils aus zwei runden, an den Stil der Burg angelehnten Türmen mit Zinnen. Sie bestehen aus Kalksteinmauerwerk. Zur Versteifung sind die beiden Türme eines Pylons durch eine Wand miteinander verbunden, die ein 3 m breites Portal für den Verkehr auf der Brücke hat. Die Türme sind 12,2 m hoch und haben einen Durchmesser von 3,75 m.
Die Brücke hat auf jeder Seite 4 übereinander angeordnete Ketten, die jeweils aus 5 nebeneinander angeordneten, 2,75 m langen, schmiedeeisernen Augenstäben bestehen. Die Verbindungsgelenke der Augenstäbe sind so gestaffelt, dass die im Abstand von 1,5 m angeordneten Hänger aus Eisenstäben abwechselnd an verschiedenen Ketten befestigt sind. Die Ketten sind noch die originalen, von William Hazledine aus seinen  Schmieden gelieferten Ketten. Darüber wurde bei einer Verstärkung der Brücke 1896 noch jeweils eine dünnere Kette aus zwei nebeneinander angeordneten Reihen mit je 2 übereinanderliegenden Augenstäben eingebaut.
Die Conway Suspension Bridge hat eine Spannweite von 99,7 m (327 ft). Der Fahrbahnträger bestand ursprünglich wohl aus einem Eisenrahmen mit Querstegen, der mit Holzbohlen belegt war. 1896 wurde die Fahrbahn ersetzt und der Rahmen verstärkt. Die eisernen Geländer bestehen aus Gitterträgern und haben dadurch eine stabilisierende Wirkung auf das Brückendeck. Die jetzigen Geländer stammen aus den 1990er Jahren.
Am östlichen Zugang zur Brücke steht noch das ursprüngliche, ebenfalls mit Türmchen und Zinnen verzierte Mauthaus.
1950 wurde die Brücke als Grade I building unter Denkmalschutz gestellt. 2003 wurde sie von der Institution of Civil Engineers und der American Society of Civil Engineers in die List of International Historic Civil Engineering Landmarks aufgenommen. Seit 1965 untersteht die Brücke dem National Trust.